# Тучков буян
Тучко́в буя́н (от устаревшего буян — речная пристань; место для выгрузки товаров с судов), в XIX веке ошибочно именовался «дворец Бирона» — бывшее здание пеньковых складов, выстроенное в 1763—1772 годах на одноимённом островке в русле Малой Невы, памятник раннеклассической петербургской архитектуры. В начале XX века протоки между буяном, соседними безымянными островками и Петроградским островом были засыпаны, и название «Тучков буян» перешло на новую городскую территорию, ограниченную современными проспектом Добролюбова с севера, улицей Тучковой дамбы и Тучковым мостом c запада, площадью академика Лихачёва и Биржевым мостом с востока и Малой Невой с юга. Обширный квартал, к которому планировали присоединить и Ватный остров, должен был стать музейно-выставочным комплексом; этот проект не состоялся из-за начала Первой Мировой войны.
В XXI веке в западной части Тучкова буяна, близ исторических пеньковых складов, располагаются спорткомплекс «Юбилейный» и станция метро «Спортивная».
В 2012 году президент России Владимир Путин предложил перенести Верховный суд в Петербург, здания судов и жилой квартал для сотрудников было решено построить на Тучковом буяне. Однако после широкого резонанса в СМИ и протестов общественности в 2019 году от этого проекта отказались в пользу создания парка. В 2020-м прошёл конкурс проектов, в котором победил консорциум российской «Студии 44» и архитектурного бюро WEST 8 из Нидерландов. Была опубликована концепция будущего парка, однако уже в январе 2022-го выяснилось, что Управление делами президента решило отменить проект, сократив зелёную зону в 3,5 раза и отдав большую часть земли Судебному кварталу. Возведение судов без конкурса было отдано строительным компаниям, связанным с Евгением Пригожиным.

## Тучков пеньковый буян

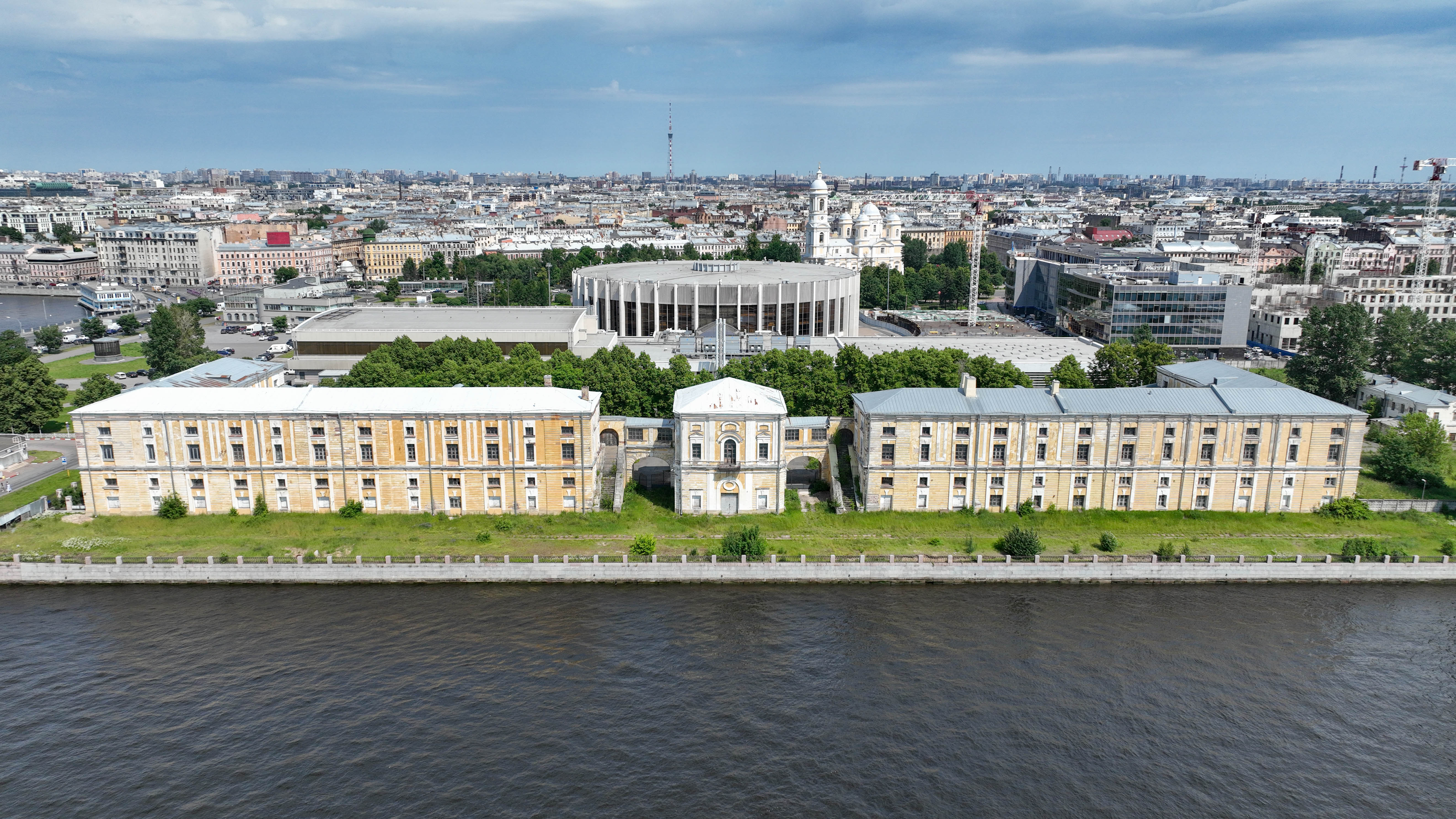
«Тучков буян» (склады пеньки): Большой проспект Петроградской стороны, 1А (набережная р. Малой Невы), Петроградский район, Санкт-Петербург. В центре - здание важни.

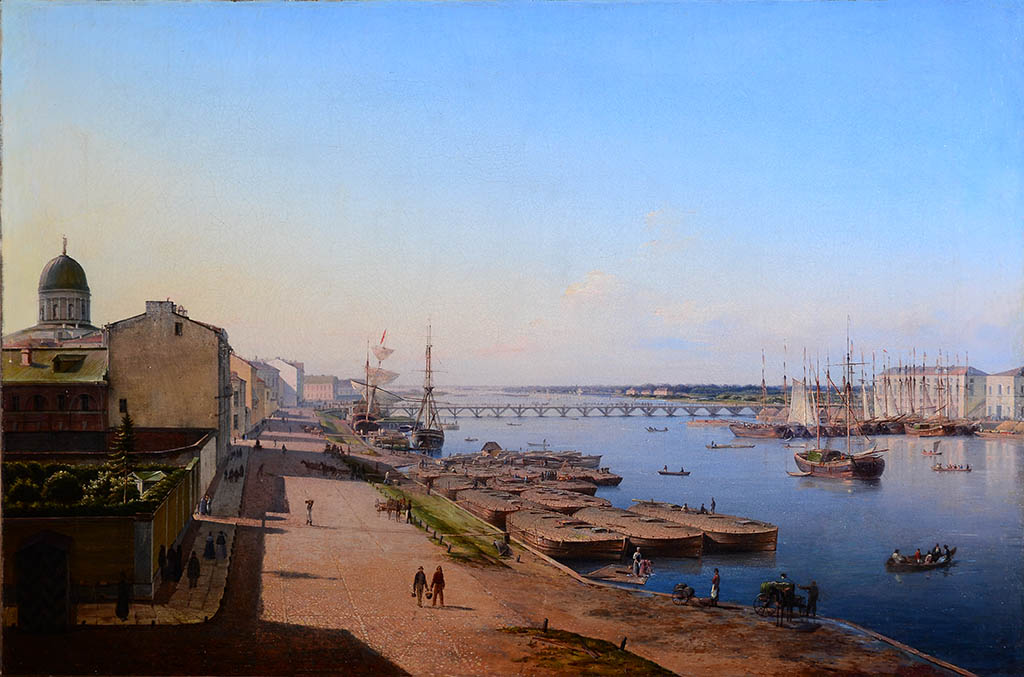
Тучков мост и Тучкова набережная, картина середины XIX века. Справа за рекой видны западный складской корпус и важня пенькового буяна

Остров в русле Малой Невы, впоследствии названный Тучковым буяном, возник после наводнения 1726 года. Вскоре на островке была устроена пристань, а в 1735 году — деревянные склады для пеньки (Carlo Giuseppe Trezzini). В середине XVIII века местность получила название по имени Авраама Тучкова — подрядчика первого моста, соединившего Васильевский остров с Петроградским. 29 июня 1761 года деревянные постройки времён Анны Иоанновны сгорели, и в 1763—1772 годах военный инженер А. А. Дьяков выстроил на их месте каменное здание буяна по проекту М. А. Деденева (1763), переработанному А. Ринальди. В те же годы, в непосредственной близости от буяна, Дьяков строил по проекту Ринальди Князь-Владимирский собор.
Фасад буяна, обращённый к Васильевскому острову, строго симметричен. В центре — компактный двухэтажный объём важни (весовой конторы), слева и справа от него — четырёхэтажные складские корпуса, соединённые с важней крытыми галереями. По проекту склады были двухэтажными; лишь в ходе строительства каждый из запроектированных этажей был поделен на два. С севера, со стороны Петроградского острова, к важне примыкало ныне утраченное двухэтажное, приземистое здание шофа — помещения для переборки льна и пеньки.
Здание буяна выкрашено в жёлтый цвет. С ним связан курьёзный эпизод 1904 года: художники, работавшие в мастерских Академии на Тучковой набережной, активно протестовали против покраски обветшавшего буяна. А. И. Куинджи, М. П. Клодт и другие предлагали «окрасить его не в жёлтый цвет, а в серый, так как он нам слишком мешает своим жёлтым цветом и даёт жёлтый рефлекс в наши художественные мастерские, что неудобно для живописи…».
Вплоть до революций 1917 года буян находился в ведении портовых служб (вначале имперских, в XX веке городских) и использовался по назначению как склад, однако и в народе, и в среде архитекторов и городских чиновников за ним закрепилось ошибочное название «дворец Бирона». Лишь в 1908 году И. А. Фомин, опираясь на мнение Л. Н. Бенуа и Г. И. Котова, опроверг легенду в «Старых годах». Фомин ошибочно датировал постройку эпохой Анны Иоанновны; это заблуждение было опровергнуто в 1910-е годы.

## Расширение территории
До конца XIX века цепь островков между Тучковым буяном и Биржевым мостом не была урегулирована; начертания островков на картах XVIII—XIX непрерывно изменялись, территория Ватного острова оформилась лишь к 1858 году. Береговая линия Петроградского острова имела естественный, неправильный вид. Болотистая местность к северу от неё получила название Мокруши. Здесь в 1840-е годы был разбиты Александровский и Петровский парки, а в 1860-е годы вдоль берега протоки проложили Александровский проспект (ныне проспект Добролюбова). В последующее десятилетие началась активная застройка Мокруш по северной стороне проспекта, в 1880 году Александр II утвердил план объединения малых островков с Петроградским островом. На новой городской территории, к югу от Александровского проспекта, должны были появиться четыре квартала правильной формы.
Проект 1880 года реализован не был. На трёх островках близ Тучкова буяна разместился городской питомник декоративных растений, на Ватном острове в 1896—1897 годы по проекту Р. Р. Марфельда выстроили «красные амбары» казённого винного склада и водочного завода. В. Я. Курбатов, считавший зелёные островки на Малой Неве «одним из приятнейших мест Петербурга», писал, что их «вид … испорчен деревянным Биржевым мостом и винным заводом». В 1902—1905 годах город расширил дамбу Тучкова моста, надёжно соединив Тучков буян с Петроградским островом; в 1908 году Николай II утвердил второй официальный проект расширения Петроградского острова. К 1911 году протоки между Тучковым буяном, примыкавшими к нему с востока островками и Петроградским островом были засыпаны; обособленным остался лишь Ватный остров — «крепость» казённой винной монополии. На картах времён Первой мировой войны всю новую территорию Петроградского острова занимает городской питомник; активная застройка началась здесь лишь в середине XX века.

## Проекты переустройства

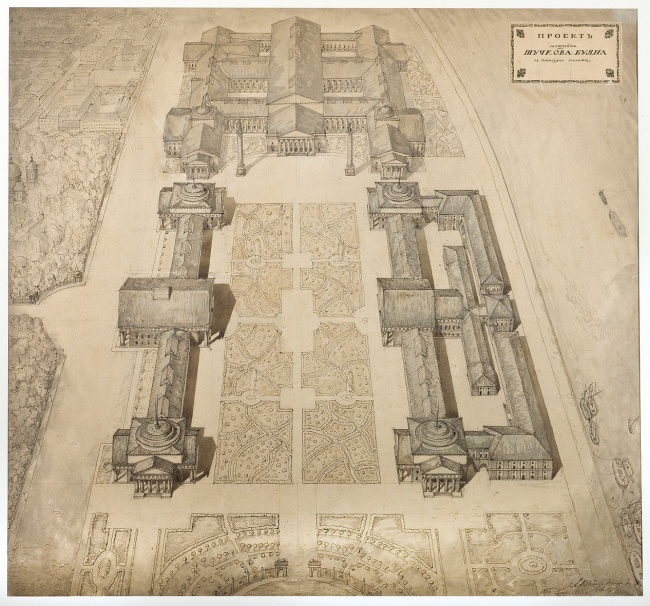
Иван Фомин, 1913. Конкурсный проект музейно-выставочного центра на Тучковом буяне. Вид от Тучкова моста в сторону Петропавловской крепости. Справа внизу здание пенькового буяна, слева Александровский проспект с проездом к Владимирскому собору.

В начале XX века на юге Петроградской стороны складывался новый культурный центр города, ориентированный на народные массы. До 1897 года на территории Александровского парка действовал первый петербургский зоосад, в 1899—1900 году была выстроена первая очередь Народного дома. В Петровском парке, c 1899 года находившемся в распоряжении общества трезвости, были выстроены театр, карусели и лодочная станция. Не случайно и новые территории, расположенные между Александровским и Петровским парками, рассматривались как общественное, общенародное пространство.
При подготовке к празднованию двухсотлетия Петербурга неоднократно высказывались предложения устроить в «дворце Бирона» городской музей. В 1904 году С. А. Тарасов предлагал разместить в нём городской архив. В 1905 году И. Р. Тарханов предлагал устроить общественно-спортивный центр, в 1906 году И. Е. Репин просил передать здание буяна под постоянную художественную выставку. Затем, по мере засыпки проток и расширения территории, городские власти и общественность занялись проектами обустройства «нового» Тучкова буяна — от Тучкова до Биржевого моста. Судьбу же «старого» буяна, построенного Дьяковым и Ринальди, лишь предстояло решить: город всерьёз рассматривал возможность его сноса ради постройки нового музейно-выставочного комплекса. Споры о сносе или сохранении буяна продолжались, по крайней мере, до 1915 года.
Активные изыскания на новых территориях начались на рубеже 1911—1912 годов в связи с планами проведения в Петербурге двух всероссийских выставок. В 1912 году Петербургское общество архитекторов по поручению городских властей провело первый, открытый, конкурс проектов выставочного комплекса; по его условиям «дворец Бирона» следовало сохранить и приспособить под музей. В 1913 году состоялся второй, закрытый конкурс между проектами М. Х. Дубинского (победителя конкурса 1912 года), О. Р. Мунца и И. А. Фомина. На этот раз архитекторам предоставили право самостоятельно решить судьбу буяна, вплоть до полного его сноса. Фомин в своём проекте сохранил главный фасад буяна, Дубинский и Мунц решили полностью избавиться от него. Мунц писал, что здание совершенно негодно для музея, его перестройка не оправдана, а художественная ценность — преувеличена: «это всего лишь амбар, которому лишь случайно, а может быть в расчёте на очень отдалённого зрителя, придан вид дворца. Здание построено очень прочно, но грубо по деталям…».
С началом первой мировой войны проведение всероссийских выставок стало невозможным, но город продолжил поиск планировочных решений. Впрочем, к 1915 году мнение архитектурного цеха развернулось в сторону сохранения исторических зданий. Ф. И. Лидваль, А. Е. Белогруд и другие предлагали и вовсе отказаться от общественного центра на Тучковом буяне, переместив его западнее, на Петровский остров. Именно этот подход и был реализован, начиная с постройки стадиона в 1920-е годы.

## Советское время и современность

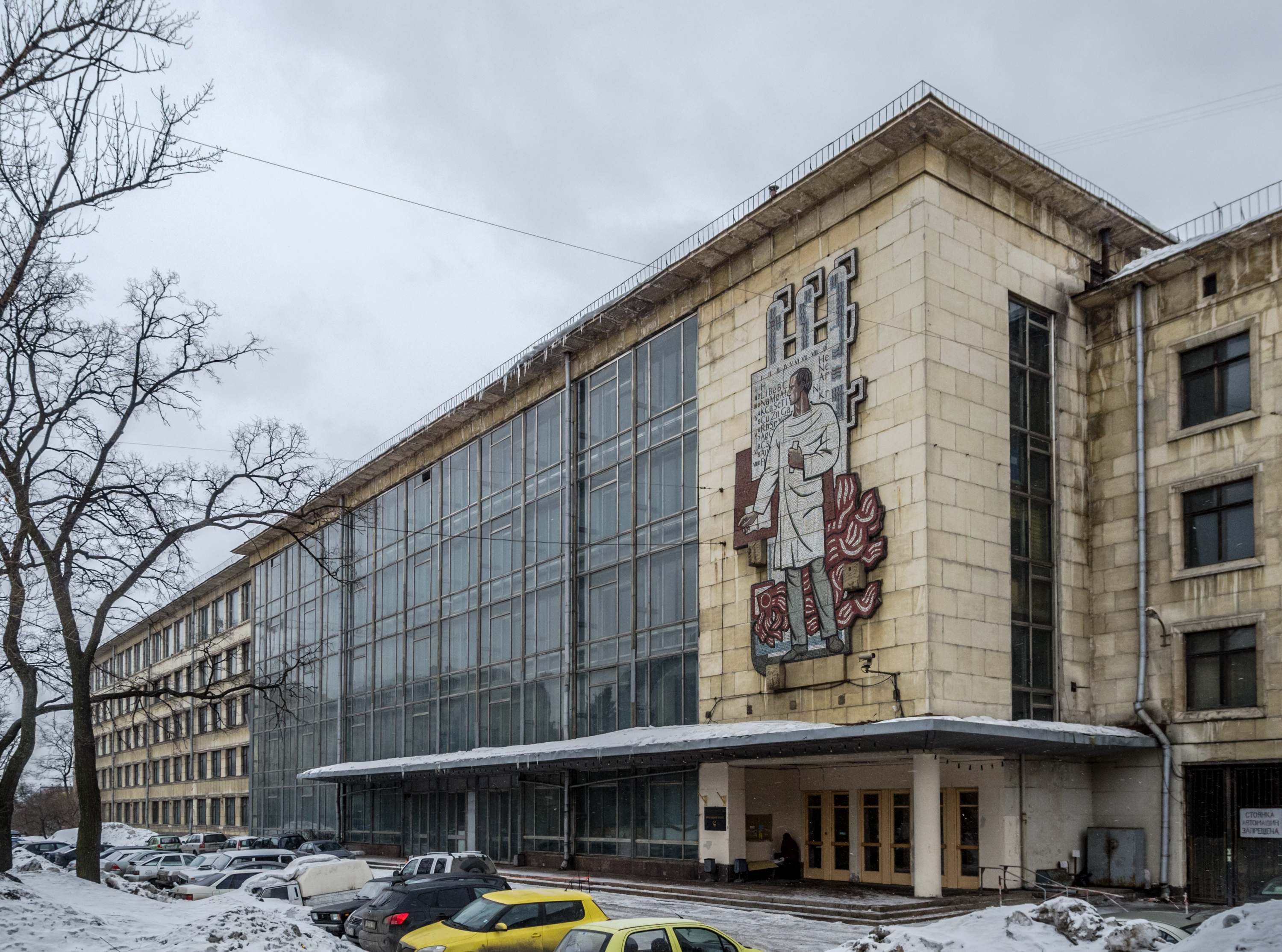
Здание института прикладной химии, снесённое в 2011—2012 гг.

С 1919 года в зданиях бывших водочных складов Ватного острова разместился институт прикладной химии. Не позднее 1942 года канал между Ватным и Петроградским островами был засыпан; территория городского питомника по чётной стороне проспекта Добролюбова долго оставалась незастроенной. Довоенные планы о сносе промышленных корпусов и разбивке вдоль проспекта Добролюбова «зелёного луча» не состоялись. В 1958—1960 годах в восточной части бывшего питомника были выстроены новые бетонные корпуса института; в западной части появились спорткомплекс «Юбилейный» (1967) и станция метро «Спортивная» (1997).

### «Судебный квартал»
Исторический комплекс Ватного острова был признан объектом культурного наследия лишь в 2001 году. К тому времени огороженная и заброшенная территория института перешла под контроль ВТБ, планировавшего строить на ней жилой комплекс «Набережная Европы». По проекту Е. Л. Герасимова (2009) в центре территории, по проспекту Добролюбова, должен был располагаться дворец Б. Я. Эйфмана; вокруг него и вдоль новой набережной Малой Невы плотно размещались восьмиэтажные жилые дома. Постройки Ватного острова лишились охранного статуса, в 2009—2011 годах институт выселили в Капитолово, а в 2011—2012 годах все постройки 1890-х и 1950-х годов были снесены. Началась разработка котлована и вывоз загрязнённого грунта на Красный Бор. Кадетский корпус, занимавший здания пенькового буяна, был закрыт, его воспитанники выведены в Петергоф.
В 2012 году, с решением о переводе в Петербург Верховного суда РФ, планы застройки существенно изменились. Проект М. Б. Атаянца (2013), победивший на конкурсе архитектурно-планировочных концепций в начале 2014 года, предполагал, что все новые постройки будут административными, утраченный корпус шофа будет восстановлен, а между зданием дворца Эйфмана и набережной появится открытая к реке парковая зона.
В феврале 2016 года стало известно, что Управление делами Президента отказалось реализовывать победивший в конкурсе проект. Вместо Максима Атаянца архитектором судебного квартала был назначен Евгений Герасимов, чей проект в 2013 году не получил ни одного из голосов жюри, а генеральным подрядчиком — ОАО «Сатурн», специализирующееся на системах спецсвязи. В план строительства вернули жилой комплекс на 600 квартир для судей и сотрудников аппарата Верховного суда, хотя при проведении конкурса губернатор Георгий Полтавченко заявил, что правительство города поддерживает идею о переносе служебного жилья в другую часть города с целью увеличения общественного пространства.
К сентябрю 2018 года из работ на участке лишь частично произведена отрывка котлованов; окончание строительства ожидалось не ранее 2021 года.
В декабре 2018 года стало известно, что структуры, связанные с Евгением Пригожиным, были без проведения конкурса выбраны в качестве субподрядчиков для строительства «Судебного квартала». К 2020-му году уже были отрыты котлованы, а аффилированная с Пригожиным СК «Сегмента» получила 1,4 млрд рублей за строительные работы. Срок ввода Судебного квартала в эксплуатацию был продлен до 2028 года.

### Парк «Тучков буян»
В сентябре 2019 году по указанию Президента Российской Федерации началась подготовка открытого международного конкурса на ландшафтно-архитектурную концепцию парка «Тучков буян». За два месяца было получено 229 заявок на участие в конкурсе из 50 стран мира. Инициатором проведения конкурса выступило Правительство Санкт-Петербурга, организатором — Фонд ДОМ.РФ, оператором — ООО «КБ Стрелка».
По словам заместителя генерального директора АО «ДОМ.РФ», гендиректора Фонда ДОМ.РФ Дениса Филиппова, для Фонда ДОМ.РФ это первый масштабный проект развития городской среды в Санкт-Петербурге.
18 сентября 2020 года объявили победителя из 8 участников конкурса, которым стал международный консорциум — Студия 44 (Россия, Санкт-Петербург) и архитектурное бюро WEST 8 (Нидерланды, Роттердам).
Акцент концепции сделан на создании романтических пейзажных видов и раскрытии городской панорамы. Архитекторы предлагают разнообразить текущий равнинный участок при помощи ландшафта, что позволит открыть виды на городские достопримечательности.
Территория будущего парка расположена на стрелке рек Нева и Малая Нева между Тучковым и Биржевым мостами. Название парка выбрано летом 2019 года по итогам народного голосования, в котором приняли участие 25 тысяч петербуржцев. Площадь благоустройства нового парка и прилегающих территорий — 17 га. Протяженность пешеходной набережной — 1 км. Ожидаемый турпоток — более 7,5 млн человек в год. Озеленение — не менее 70 % территории парка.
Проект парка разработан с учётом уже строящегося Дворца танца Бориса Эйфмана и наличия под территорией проектирования фундаментной плиты, оставшейся от нереализованного проекта судебного квартала, и подземной парковки.
Предлагается изменение топографии — большую часть территории занимают четыре насыпных холма, внутри которых располагаются парковые функции: многофункциональный павильон «Грот» с выставочным залом Карельской геологии и кафе, технические помещения. Проект предусматривает размещение на территории парка прозрачной кубической оранжереи с разными микроклиматами (Тропический, Черноморский, Средиземноморский и микроклимат Каспийского моря), ресторана и инфоцентра. Кроме того на территории парка предполагается: сад камней, амфитеатр и плавающая сцена, две детские площадки на набережной, зелёный лабиринт и фруктовый сад, скейт-парк и спортивные площадки.
10 января 2022 года Русская служба BBC опубликовала новость о том, что президент России Владимир Путин отменил проект создания парка «Тучков буян» и отдал зону под Судебный квартал. Позднее выяснилось, что Управление делами президента скорректировало проект парка и под его территорию осталось в 3,5 раза меньше земли — только 2,6 га, остальная земля отошла под суды и театр Эйфмана. В опубликованном в конце 2022 года Генплане развития Петербурга до 2050 года вся зона была размечена как рекреационная, однако фактически уже шло строительство Судебного квартала. В конце марта 2024 года Комитет по градостроительству и архитектуре выдал новый градплан для участка, в котором его статус был классифицирован как подходящий для «специальной деятельности» (в том числе для хранения и утилизации производственных, медицинских, биологических и радиоактивных отходов).

## В культуре
- Картина «Малая Нева у Тучкова буяна» (художник А. Беггров, Музей истории Санкт-Петербурга)[41].